# ريتيكيوليت داسيكيلوس

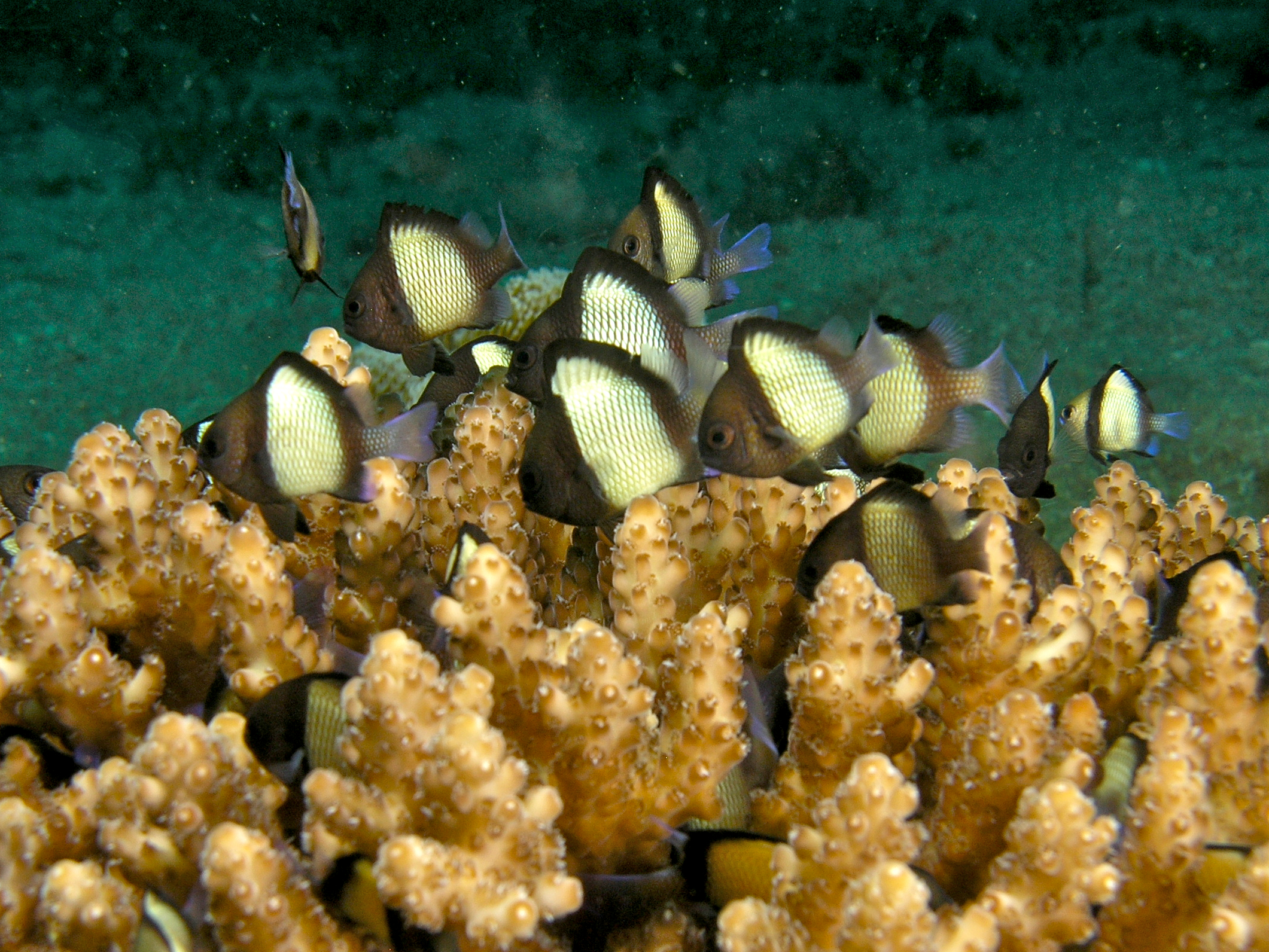

دومينو دامسل هي سمكة زينة من فصيلة الدامسل تتواجد في جزر تايلند والمحيط الهادئ. وتكثر في مناطق الشعاب المرجانية المدببه على حوافها، ولها صفات من حيث درجه اللون فكلما كبرت في العمر بهتت الوانها وفقدت بريقها. لا تختلف كثيرا عن أنواع عائلتها من حيث درجه الشراسة أو الطعام أو متلطبات العيش في الأحواض.